# Cherry Jones
Cherry Jones (Paris (Tennessee), 21 november 1956) is een Amerikaanse actrice.
Jones volgde de dramaopleiding aan Carnegie Mellon University, waar ze in 1978 afstudeerde. 
Jones is voornamelijk bekend van haar toneelrollen. In 1995 won ze een Tony Award voor haar rol in het stuk The Heiress, dat werd opgevoerd in Lincoln Center. In 2005 won ze opnieuw een Tony Award voor haar rol in Doubt, een toneelstuk van John Patrick Shanley. Andere Broadwayrollen speelde ze in Friends, Angels in America: Millennium Approaches and Perestroika, A Moon for the Misbegotten (2000) en Our Country's Good, waarvoor ze werd genomineerd voor een Tony Award.
Sinds enkele jaren is ze ook actief in de filmindustrie. Ze speelde meerdere bijrollen in grote films, waaronder in Cradle Will Rock, The Perfect Storm, Ocean's Twelve, Signs en The Village. In het zevende seizoen en achtste seizoen van de televisieserie 24 is ze te zien als Amerikaanse president Allison Taylor. In de televisieserie Awake was ze te zien als Dr. Judith Evans. 

## Filmografie
- Alex: The Life of a Child (1986) .... Tina Crawford
- Light of Day (1987) .... Cindy Montgomery
- The Big Town (1987) .... Ginger McDonald
- Spenser: For Hire (1987) .... Tracy Kincaid
- HouseSitter (1992) .... Patty
- Loving (1983) .... Frankie (1992)
- Polio Water (1995) .... Virginia
- Julian Po (1997) .... Lucy
- The Horse Whisperer (1998) .... Liz Hammond
- Murder in a Small Town (1999) .... Mimi Barnes
- Cradle Will Rock (1999) .... Hallie Flanagan
- The Lady in Question (1999) .... Mimi Barnes
- Erin Brockovich (2000) .... Pamela Duncan
- The Perfect Storm (2000) .... Edie Bailey
- Cora Unashamed (2000) .... Lizbeth Studevant
- What Makes a Family (2001) .... Sandy Cataldi
- Divine Secrets of the Ya-Ya Sisterhood (2000).... Buggy Abbott
- Signs (2002) .... Officer Paski
- The West Wing .... Barbara Layton (2004)
- The Village (2004) .... Mrs. Clack
- Clubhouse (2004) .... Zuster Marie
- Ocean's Twelve (2004) .... Molly Star/Mrs. Caldwell
- Swimmers (2005) .... Julia Tyler
- 24 (2008–2010) .... Mevrouw President Allison Taylor
- Amelia (2009) .... Eleanor Roosevelt
- Mother and Child (2010) .... Sister Joanne
- The Beaver (2011) .... Vicepresident
- New Year's Eve (2011) .... Mrs. Rose Ahern
- I Saw the Light (2015) .... Lillie Skipper Williams
- Black Mirror (2016) .... Lacie Pound
- The Party (2017) .... Martha
- A Rainy Day in New York (2019) .... Gatsby's moeder
- Succession (2019-2023) .... Nan Pierce
- Poker Face (2023) .... Laura in aflevering 8